# Dead Men Walking
Dead Men Walking è un film statunitense del 2005 diretto da Peter Mervis. È un B movie horror su una storia di zombie prodotto da The Asylum, società specializzata nelle produzioni di film a basso costo per il circuito direct-to-video.

## Trama
Dee Travis uccide con un fucile in casa sua quattro persone infettate da un misterioso virus che cercano di sbranarlo. Dopo essere stato arrestato,  rivela alle autorità che egli è stato infettato da una tossina nociva prodotta dalla Blackthorn, la società presso cui lavora responsabile anche della trasformazione delle persone a cui aveva appena sparato. Viene quindi internato in un carcere di massima sicurezza e mandato nell'infermeria. Sul posto giunge l'agente Samantha Beckett che deve effettuare le indagini per evitare che il virus si diffonda. Quando giunge è già troppo tardi: il virus si è diffuso tra i reclusi e tra le guardie della struttura trasformandoli in morti viventi. La Federal Emergency Management Agency (FEMA) mette tutta la struttura in quarantena bloccando all'interno anche i non contagiati, tra cui Samantha, il tenente Sweeney (un ufficiale del carcere) e Johnny, un condannato appena trasferito nella struttura. Il gruppo dei non contagiati dovrà fare di tutto per scappare nonostante non ci sia alcuna via d'uscita.

## Produzione
Il film fu prodotto da The Asylum, diretto da Peter Mervis e girato a Los Angeles, in California, con un budget stimato in 500.000 dollari.

## Distribuzione
Il film è stato distribuito solo per l'home video e in seguito in televisione sul canale statunitense Syfy. Alcune delle uscite internazionali sono state:
- 25 ottobre 2005 negli Stati Uniti (Dead Men Walking)
- in Grecia (Adiexodo, titolo DVD)